# Дети живых мертвецов
«Дети живых мертвецов» (англ. Children of the Living Dead) — американский фильм ужасов 2001 года режиссёра Тора Рэмси по сценарию Карен Вульф и при участии Тома Савини, в качестве мастера по спецэффектам, а также актёра исполняющего роль инструктора по безопасности Хьюза.

## Сюжет
В маленьком захолустном городке на территории Соединённых Штатов в 1964 году случается эпидемия зомби локального масштаба. Из земли поднимается местное кладбище.
Начинаются беспорядки. В панике пропадают несколько детей.
По описанию предыстории одной из возможных причин является приземление рядом с городком космического зонда вернувшегося с Венеры.
При помощи армии и полиции местным гражданам приложив усилия удаётся справиться и подавить эпидемию, уничтожив всех зомби кроме одного.
На территории города имеется поместье Эббота Хейза (Баррет Ворланд), который при жизни был опасным маньяком и совершил серию убийств. Попав в тюрьму, Эббот Хейз погибает от рук сокамерников. После убийства, будучи похороненным у себя в поместье, Эббот Хейз восстаёт из могилы.
Поместье до последнего считается проверенным, но когда туда отправляются шериф Рэндольф (Марти Скиф) и его помощник инструктор по выживанию Хьюз (Том Савини), они натыкаются на последнего выжившего зомби, с которым находятся и пропавшие дети. Начинается схватка, Хьюз погибает, а шериф не решается проверить мёртв ли Хейз или нет.
Через четырнадцать лет Хейз все ещё бродит по округе. Однажды в его поместье за острыми ощущениями отправляется группа подростков, следующих на концерт. Один из них — спасшийся ребёнок. Не найдя ничего страшного, они уезжают, но по дороге Хейз выходит им на встречу и, не справившись с управлением, ребята срываются со скалы.
Когда их гробы оставляют на ночь на кладбище, могильщик, который должен был исполнить свой долг, не приходит и гробы вскрываются мародёрами. Эббот Хейз кусает одного из мародёров и трупы лежащие в гробах и заражает их всех.
Шериф, который приезжает расследовать дело о пропавших трупах заставляет могильщика продать землю кладбища другому владельцу.
Новые хозяева, которые вскоре покупают участок, собираются построить на месте кладбища автосалон. Вместо того, чтобы перезахоронить трупы на новом кладбище, они выкапывают их и перевозят в свежевыкопанную траншею, которую затем оставляют на время открытой. Не находясь под землёй мертвецы во время дождя подвергаются заражению от Эббота Хейза.
Сын начальника стройки, приехавший туда с прорабом, натыкается на них, чтобы затем спастись и укрыться в кафе у своей местной знакомой. Эта местная знакомая — тоже спасшийся ребёнок, она тоже собиралась ехать на концерт с погибшими подростками, но пропустила его из-за того, что ей пришлось подменять напившегося мужа, владельца кафе.
Оставив включенным свет, что нетипично для режима работы кафе, они завлекают туда шерифа, который по мобильному телефону вызывает людей с оружием, чтобы те приняли участие в подавлении зомби-эпидемии уже насовсем. В процессе битвы шериф погибает.

## В ролях
| Актёр         | Роль                         |
| ------------- | ---------------------------- |
| Том Савини    | инструктор по выживанию Хьюз |
| Барет Ворланд | Эббот Хейз                   |
| Марти Скифф   | инспектор Рандольф           |
| Дэмиен Лувара | Мэтью Майклс                 |
| Джеми МакКой  | Лаури Денис                  |
| Сэм Никотеро  | Дасти                        |
| Хэйди Хинцман | Кенди Деннеси                |
| Филипп Бауэр  | Джозеф Майклс                |
| Том Стовяк    | Грег Петерс                  |
| Джастин Кросс | Стив                         |

Со слов Тома Реймси он испытывал серьёзное давление со стороны продюсеров, которые требовали снимать в фильме своих друзей, а после окончания съёмок его вообще отстранили от дальнейшей работы.